# Klanen Gordon
Gordon är en skotsk adelsätt, härstammande från en under David I till Skottland inkommen anglonormandisk ädling.
Ättens stamgods med samma namn som ätten var beläget alldeles intill engelska gränsen mot Skottland. Sir Adam de Gordon (död 1333) var en av Robert Bruces främsta anhängare och fick som förläning godset Huntly i Aberdeenshire. En medlem av ätten upphöjdes 1449 till Earl of Huntly. Hans ättling, George Gordon, 4:e earl av Huntly (1514-1562) är känd från Maria Stuarts historia, och avrättades tillsammans med sonen John Gordon efter att ha försökt röva bort henne och få henne gift med sin son. En annan son till George Gordon, George Gordon, 5:e earl av Huntly allierade sig med Bothwell, deltog i mordet på Darnley och medverkade till Bothwells giftermål med Maria Stuart. George Gordon, 6:e earl av Huntly blev 1599 markis av Huntly och styresman över norra Skottland men avsattes 1630 av Karl I.
4:e markisen av Huntly, som 1684 upphöjdes till hertig av Gordon, var farfars far till George Gordon. Med dennes brorson, 5:e hertigen av Gordon, George Gordon utdog den hertigliga grenen, och ättens stora gods övergick till dåvarande hertigen av Richmond, vars son 1876 erhöll titeln hertig av Richmond och Gordon. Från omkring 1516 bars titeln Earl of Sutherland av medlemmar av en av ättens grenar. År 1682 blev en medlem av en annan gren, Earl of Aberdeen. Till denna gren tillhörde bland andra George Hamilton-Gordon, 4:e earl av Aberdeen och John Hamilton-Gordon, 1:e markis av Aberdeen och Temair.